# Idries Shah
Idries Shah (persiska: ادریس شاه, urdu: ادریس شاه, hindi: इदरीस शाह); även känd som Idris Shah, född Sayed Idries el-Hashimi (arabiska: سيد إدريس هاشمي)  och med pseudonymen Arkon Daraul, född 16 juni 1924 i Simla (nuvarande Shimla) i Brittiska Indien, död 23 november 1996 i London, var en indisk-brittisk författare med afghanska anor som var sufilärare och skrev mer än tre dussin böcker inom ämnen som sträcker sig från psykologi och andlighet till reselitteratur och kulturstudier.
Han föddes i Indien, som ättling i en kunglig pashtun-afghansk familj och växte huvudsakligen upp i England. Hans tidigare skrifter behandlade magi och häxeri. 1960 grundade han bokförlaget Octagon Press, som gav ut översättningen av sufiklassiker och hans egna titlar. Den banbrytande boken The Sufis kom 1964 och blev väl mottagen internationellt. 1965 grundade Shah the Institute for Cultural Research, ett London-baserat välgörenhetsinstitut inriktat på studier av mänskligt beteende och kultur. En liknande organisation, the Institute for the Study of Human Knowledge (ISHK), finns i USA under ledning av Robert Ornstein, professor i psykologi vid Stanford University, vilken Shah utnämnde som sin ställföreträdare i USA.
I sina böcker presenterar Shah sufism som en universell form av visdom vilken föregick islam. Med betoning på att sufism inte var statisk utan alltid anpassade sig till tiden, platsen och människorna, utformade han sin lära i västerländska, psykologiska termer. Shah använde sig mycket av traditionella s.k. teaching stories, lärande berättelser och parabler, texter som innehöll flera lager av innebörder ägnade att trigga till insikt och självreflektion hos läsaren. Han är kanske mest känd för sina samlingar humoristiska historier om Mulla Nasrudin
Shah kritiserades ibland av orientalister som ifrågasatte hans referenser och bakgrund. Hans roll i kontroversen angående en nyöversättning av Rubaiyat av Omar Khayyam publicerad av vännen Robert Graves och hans äldre bror Omar Ali-Shah, blev speciellt utsatt för granskning. Men han hade också många ryktbara försvarare, den främsta bland dem författarinnan Doris Lessing. Shah blev erkänd talesman för sufism i väst och var gästföreläsande professor vid flera västerländska universitet. Hans arbete har spelat en betydelsefull roll i presentationen av sufism som en sekulär, individualistisk form av andlig visdom, inte nödvändigtvis kopplad till någon speciell religion.

## Biografi

### Familj och tidiga år
Idries Shah föddes i Simla i Indien. Fadern, Afghansk-indiske Sirdar Ikbal Ali Shah var författare och diplomat. Modern, Saira Elizabeth Luiza Shah var från Skottland. Hans familj på fädernet var Musavi Sayyids. Det fäderneärvda hemmet låg nära Kabuls Paghman Gardens. Hans morfar, Sayed Amjad Ali Shah, var nawab i Sardhana i den nordindiska staten Uttar Pradesh, en ärvd titel som familjen fått som tack för tjänster utförda åt britterna av en tidigare förfader, Jan-Fishan Khan.
Shah växte upp huvudsakligen i närheten av London. Enligt L.F. Rushbrook Williams började Shah redan som mycket ung, följa med på sin fars resor och fastän de både reste vida omkring och ofta, så återvände de alltid till familjen i England som var hemmet i många år. Genom dessa resor, som ofta var en del av Ikbal Ali Shahs sufiarbete, kunde Shah möta och tillbringa tid med många framstående statsmän och framträdande personligheter i både öst och väst. Williams skriver:
En sådan uppväxt gav, för en ung man med en sådan markant intelligens som Idries Shah visade sig ha, många möjligheter att tillägna sig ett verkligt internationellt och brett synsätt och en kunskap om människor och platser som vilken professionell diplomat som helst, både äldre och erfarnare, hade kunnat avundas honom. Men en diplomatkarriär lockade inte Idries Shah..."
Shah berättade om sin okonventionella uppväxt i en BBC intervju med Pat Williams 1971. Han berättade om hur hans far och hans stora familj och vänner alltid försökte att exponera barnen för "en mångfald av intryck" och ett brett spektrum av kontakter och erfarenheter med avsikt att utveckla en allsidig person. Shah beskriver detta som det "Sufiska tillvägagångssättet" till utbildning.
Efter det att hans familj flyttat från London till Oxford 1940 för att undkomma blitzen, (tyska bombningar), tillbringade han två eller tre år på The City of Oxford High School. 1945 följde han sin far till Uruguay som sekreterare i faderns halalkött-beskickning. Han återvände till England i oktober 1946, efter anklagelser om oegentliga affärstransaktioner.

### Privatliv
Shah gifte sig med Cynthia (Kashfi) Kabraji 1958. De fick dottern Saira 1964, som följdes av tvillingar – sonen Tahir och dottern Safia – 1966.

### Vänskap med Gerald Gardner och Robert Graves och publiceringen avThe Sufis
Mot slutet av 1950-talet etablerade Shah kontakt med Wicca-kretsar i London och fungerade under en tid som sekreterare och vän till Gerald Gardner, grundaren av moderna Wicca. På den tiden brukade Shah varje tisdag kväll hålla till vid ett bord på restaurang Cosmo i Swiss Cottage (Norra London) för alla som var intresserade av Sufism.
1960 startade Shah sitt bokförlag, Octagon Press; en av deras första utgivningar var Gardners biografi - med titeln Gerald Gardner, Witch. Boken tillskrevs en av Gardners anhängare, Jack Bracelin, men hade i själva verket skrivits av Shah.
Enligt Frederic Lamond, användes Bracelins namn därför att Shah inte ville förvirra sina Sufielever genom att visa intresse för en annan esoterisk tradition." Lamond sa att Shah verkade ha blivit något desillusionerad av Gardner och sagt till honom en gång när han var på besök:  
När jag samtalade med Gerald önskade jag ibland att jag var en  News of the World-journalist. Vilket fantastiskt avslöjande material! Ändå har jag från säkert håll att den här gruppen kommer att utgöra en hörnsten i den kommande tidens religion. Men rationellt, rationellt förstår jag det inte!
I januari 1961, under en trip på  Mallorca med Gardner, mötte Shah den engelske poeten Robert Graves. Shah skrev till Graves från sin pension i Palma och bad om ett "tillfälle att få hälsa på dig inom en snar framtid"  Han tillade att han för närvarande undersökte extatiska religioner och att han hade "närvarit... vid experiment utförda av häxorna i England, svampätning o s v " - ett ämne som intresserat Graves under en tid.
Shah talade också om för Graves att han "för ögonblicket var intensivt upptagen med att föra den extatiska och intuitiva kunskapen vidare". Graves och Shah blev snart nära vänner och förtrogna. Graves visade ett hjälpsamt intresse för Shahs skrivkarriär och uppmuntrade honom att publicera en auktoritativ behandling av Sufism för en västlig läsekrets tillsammans med praktiska möjligheter att studera ämnet; detta kom att bli The Sufis. Ett betydande förskott som Shah lyckades få på boken kunde lösa tillfälliga penningbekymmer.
1964 kom The Sufis  , publicerad av Doubleday med en lång introduktion av Robert Graves. Boken upptecknar Sufismens starka inflytande på västlig civilization och tradition från 600-talet och framåt genom arbetet av personer som Roger Bacon, Johannes av Korset, Ramón Llull (Raymond Lully), Chaucer och andra och har blivit en klassiker. Liksom Shahs andra böcker i ämnet utmärkte sig The Sufis genom att undvika en terminologi som skulle ha kunnat identifiera hans tolkning av Sufism med traditionell islam.
I boken använde han sig också avsiktligt av en "scattered style", en utspridningsteknik; Shah skrev till Graves att dess avsikt var att avbetinga människor och att förhindra deras återbetingning"; i annat fall skulle han möjligen använt sig av en mer konventionell framställning. Boken sålde dåligt först och Shah investerade ett betydande belopp av sina egna pengar på att marknadsföra den. Graves sade åt honom att inte oroa sig; trots att han hade vissa betänkligheter angående texten och var sårad över att Shah inte hade tillåtit honom att korrekturläsa den före publicering; han sade att han var "så stolt över att ha varit med och hjälpt till med publiceringen" och försäkrade Shah att det var "en fantastisk bok som snart kommer att erkännas som en sådan. Lämna åt den att finna sina egna läsare som kommer att höra din röst spridas, inte de som Doubleday förestaller sig.".

### John G. Bennett och Gurdjieff-kopplingen
I juni 1962, ett par år före publiceringen av The Sufis, hade Shah också etablerat kontakt med medlemmar av rörelsen som bildats runt  Gurdjieffs och Ouspenskys mysticism-läror . En artikel hade kommit,. som beskrev författarens besök till ett hemligt kloster i Centralasien, där metoder slående lika Gurdjieffs metoder till synes lärdes ut. Det annars okända klostret hade, antyddes det, en representant i England. En av Ouspenskys första elever,  Reggie Hoare, som hade medverkat i Gurdjieffs arbete sedan 1924, tog kontakt med Shah genom den artikeln. Hoare "tillmätte speciell betydelse till det Shah hade sagt honom angående Enneagram-symbolen och sade att Shah hade avslöjat hemligheter om den som vida överträffade vad vi hört från  Ouspensky." Genom Hoare blev Shah presenterad för andra Gurdjieffanhängare inklusive John G. Bennett, en framstående Gurdjieff-elev och grundare av "Institute for the Comparative Study of History, Philosophy and the Sciences" beläget vid Coombe Springs, en fastighet på 28 000 m² i Kingston upon Thames, Surrey.
Vid den tiden hade Bennett redan utforskat det sufiska ursprunget till många av Gurdjieffs läror, baserat på både Gurdjieffs flertaliga egna uttalanden och på resor i öst som Bennett gjort själv och där han mött flera Sufischejker. Han var övertygad om att Gurdjieff hade antagit många idéer och tekniker från Sufierna och att för dem som hört Gurdjieffs föreläsningar i början på 1920-talet så var ”det Sufiska ursprunget till hans läror omisskännligt för den som studerat båda”."
Bennett skrev om sitt första möte med Shah i sin självbiografi Witness (1974):
Till en början var jag på min vakt. Jag hade just beslutat att gå vidare på egen hand och nu hade en annan ”lärare” dykt upp. Ett eller två samtal med Reggie övertygade mig om att jag åtminstone borde bilda mig en egen uppfattning. Elizabeth och jag gick till en middag hos Hoares för att träffa Shah som visade sig vara en ung man runt 40 år. Han pratade oklanderlig engelska och bortsett från skägget och några av sina gester skulle han lätt ha kunnat tas för en engelsk ”public school type”. Vårt första intryck var ofördelaktigt. Han var rastlös, rökte oavbrutet och verkade för angelägen om att göra ett gott intryck. Halvvägs under kvällens lopp hade vår attityd helt och hållet ändrats. Vi insåg att han inte bara var en ovanligt begåvad man utan att han också hade det obestämbara något som utmärker en människa som arbetat seriöst med sig själv…Eftersom jag visste att Reggie var en mycket försiktig man som  dessutom var tränad i att bedöma information efter många år inom underrättelsetjänsten, accepterade jag hans försäkringar och också hans övertygelse om att Shah hade en mycket viktig mission att fylla i väst som vi borde hjälpa honom att genomföra."
Shah gav Bennett en "Declaration of the People of the Tradition" och auktoriserade honom att dela detta med andra Gurdjieffanhängare. Dokumentet tillkännagav att det nu fanns en möjlighet för transmission av ”en hemlig, dold, speciell och överlägsen form av kunskap”; kombinerat med det personliga intryck som Bennet fått av Shah, övertygade det Bennett om att Shah var en genuin emissarie från "Sarmoung-klostret" i Afghanistan, en inre cirkel av Sufis vars läror inspirerat Gurdjieff.
| Vems skägg? Nasruddin drömde att han höll Satans skägg i sin hand. Han ryckte i det och ropade: "Smärtan som du känner är ingenting i jämförelse mot den som du tillfogar de dödliga som du vilseleder". Och han ryckte till så kraftigt att han vaknade, skrikande av smärta. Då först insåg han att det var sitt eget skägg han höll i. |
| – Idries Shah |

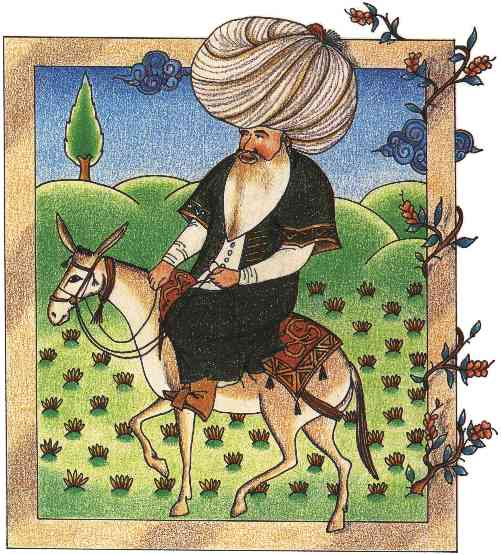
— − Idries Shah

Under några år därefter hade Bennett och Shah varje vecka privata samtal som varade i timmar. Senare höll Shah också föredrag för studenterna  vid Coombe Springs. Bennett säger att Shahs planer inbegrep att “ nå människor som innehade högre positioner och makt som redan var delvis medvetna om att mänsklighetens problem inte längre kunde lösas av ekonomiska, politiska eller sociala åtgärder. Sådana människor berördes av de nya krafter som rördes i världen för att hjälpa människor överleva den kommande krisen."
Bennett höll med om dessa idéer och höll även med om att “människor som attraheras av öppet spirituella eller esoteriska rörelser sällan hade de egenskaper som behövdes för att uppnå och inneha auktoritetspositioner” och att “det fanns tillräcklig grund för att tro att det runtom i världen redan fanns människor i viktiga positioner som var kapabla att se utöver begränsningarna av nationalitet och kultur och som själva kunde se att mänsklighetens enda hopp låg i en intervention av ett Högre Ursprung."
Bennett skrev, “Jag hade sett tillräckligt av Shah för att förstå att han inte var någon charlatan eller skrävlare och att han var intensivt seriös inför uppgiften som han tilldelats”." Med önskan att stödja Shahs arbete bestämde Bennett 1965, efter att ha våndats under en lång tid  och diskuterat saken med styrelsen och medlemmar i sitt institut, att ge fastigheten Coombe Springs till Shah som hade insisterat på att en sådan gåva måste göras utan några förbehåll. Direkt när egendomen överförts på Shah, förbjöd han Bennetts kollegor från att besöka och fick också Bennett själv att känna sig ovälkommen.
Bennett säger att han hade fått en inbjudan till “Midsummer Revels” en fest som Shah hade på Coombe Springs och som varade i två dagar och två nätter, främst för de unga människor som Shah då drog till sig. Anthony Blake, som arbetade med Bennett i 15 år säger ”När Idries Shah förvärvat Coombe Springs var hans huvudsakliga sysselsättning att ha fester. Jag träffade honom bara några gånger men uppskattade mycket hans respektlösa attityd. Bennett sa en gång till mig, “ Det finns olika sätt att arbeta. Mitt är som Gurdijeffs, om kampen med sin förnekelse. Men Shahs sätt är att betrakta arbetet som ett skämt.'"
Efter bara några månader sålde Shah tomten – värd mer än 100 000 £ – till en exploatör och använde vinsten till att etablera sig och sina arbetsaktiviteter i Langton House i Langton Green, nära Tunbridge Wells, en egendom på mer än 200 000 m² som en gång ägts av Lord Baden-Powells familj, grundaren av Scouterna.
Tillsammans med Coombe Springs överlät Bennett också handhavandet av sin elevgrupp på cirka 300 personer till Shah. Shah lovade att han skulle integrera alla som var lämpliga; omkring hälften av antalet fann en plats i Shahs arbete. 20 år senare antydde Gurdijeff-författaren James Moore att Bennett hade blivit duperad av Shah. Bennett redogjorde själv för saken i sin självbiografi (1974); han sa att Shahs beteende efter överlåtandet av fastigheten var “hårt att bära” men underströk också att Shah var en ”man med fint sätt och utsökt finkänsla” och ansåg att Shah kunde ha antagit sitt beteende medvetet, ”för att se till att alla band med Coombe Springs klipptes”. Han tillade att Langton Green var en bra mycket lämpligare plats för Shahs arbete än Coombe Springs kunde ha varit och sa att han inte kände någon sorgsenhet över att Coombe Springs förlorade sin identitet; han avslutade sin redogörelse av saken genom att konstatera att han hade ”erhållit frihet” genom sin kontakt med Shah och att han hade lärt sig att ”älska människor som han inte kunde förstå”.
Enligt Bennett engagerade sig Shah senare också i diskussioner med ledarna för Gurdijeff-grupper i New York. I ett brev 5 mars 1968 till Paul Anderson skrev Bennett, “Madame de Salzman och alla andra….. är medvetna om sina egna begränsningar och gör inte mer än vad de kan göra. När jag var i New York besökte Elizabeth och jag the Foundation och vi såg de flesta av de ledande människorna i New York-gruppen och även Jeanne de Salzmann själv. Något är i görningen men om det kommer att förverkligas kan jag inte säga. Jag syftar på deras koppling till Idries Shah och hans förmåga att vända allt upp och ner på. Det är lönlöst att vara passiv med sådana människor  och det är lönlöst att undvika frågan. För stunden kan vi bara hoppas att något gott kommer ur det och under tiden fortsätta vårt eget arbete..."
Författaren och kliniska psykologen Kathleen Speeth skrev senare,
Bevittnande den växande konservatismen inom the [Gurdjieff] Foundation, hoppades John Bennett att nytt blod och ledarskap skulle komma från någon annanstans…..Trots att det kan ha förekommit flörtande med Shah så blev det inget av det. Den rådande meningen [bland ledarna av Gurdjieffs arbete] att ingenting fick ändras, att en skatt i deras säkra förvar till alla kostnader måste bevaras i originalform, var starkare än någon annan önskan om en ny våg av inspiration."

### Sufistudier och institut
1965 grundade Shah the Society for Understanding Fundamental Ideas (SUFI), senare omdöpt till the The Institute for Cultural Research (ICR) – en bildningsvälgörenhet med syfte att stimulera "studier, debatt, utbildning och forskning i alla aspekter av människors tänkande, beteende och kultur". Han etablerade också the Society for Sufi Studies (SSS).
Shah ansåg att bästa sättet att introducera sufivisdom i  väst, och samtidigt lösa problemet med gurus och kulter, var att tydliggöra skillnaden mellan en kult och ett utbildningssystem och att bidra med kunskap. I en intervju förklarade han, "Man måste arbeta med utbildningsformatet –  inte i mumbo-jumbo-sfären."." Som en del i detta tillvägagångssätt verkade han som studiehandledare, Director of Studies, vid ICR. Han föreläste också om studiet av sufism i väst  vid University of Sussex 1966. Denna publicerades senare som en monografi med titeln Special Problems in the Study of Sufi Ideas.
Langton House vid Langton Green blev ett ställe där poeter, filosofer och statsmän från hela världen samlades och diskuterade och en etablerad del av den tidens litterära scen. ICR hade möten och gav föreläsningar där, utsåg som vänner internationella akademiker som Sir John Glubb, Aquila Berlas Kiani, Richard Gregory och Robert Cecil, huvudmannen för Europeiska studier vid universitetet i Reading och ordförande för Institutet under tidigt 70-tal. Shah var en tidig medlem och supporter av Romklubben, och flera presentationer hölls för Institutet av vetenskapsmän som Alexander King.
Andra besökare, elever, blivande elever inkluderade poeten Ted Hughes, författarna J. D. Salinger, Alan Sillitoe och Doris Lessing, zoologen Desmond Morris, och psykologen Robert Ornstein. Husets inre var inrett i mellanöstern stil och lunchbufféer serverades varje söndag för gästerna i en stor matsal som en gång varit husets stall med smeknamnet "Elefanten" (en hänvisning till den österländska sagan "Elephant in the Dark").
Under de följande åren utvecklade Shah Octagon Press som ett sätt att publicera och distribuera omtryck av översättningar av flera sufiska klassiker. Dessutom samlade han in, översatte och skrev tusentals Sufi-sagor och gjorde dessa tillgängliga för läsare i väst genom sina böcker och föreläsningar. Återkommande i flera av Shahs böcker är originalet Mullah Nasruddin ibland med illustrationer av Richard Williams. I Shahs framställning presenterades Mullah Nasruddin-historierna, tidigare betraktade som en folkloristisk del av muslimsk kultur, som sufiliknelser,(parabel).
Nasruddin var med i Shahs TV-dokumentär Dreamwalkers, som sändes av BBC 1970. Delar inkluderade Richard Williams som intervjuades om sin oavslutade tecknade film om Nasruddin och vetenskapsman John Kermisch som diskuterade användningen av Nasruddin-berättelserna vid the Rand Corporations tankesmedja. Andra gäster inkluderade den brittiske psykiatern William Sargant som talade om de hämmande effekterna av hjärntvätt hjärntvätt och betingning, på kreativitet och problemlösning och komikern Marty Feldman som pratade med Shah om humorns och ritalens roll i människors liv. Programmet slutade med att Shah hävdade att mänskligheten kunde främja sin egen evolution genom att "överkomma psykologiska begränsningar" men att där fanns en "konstant tillväxt av pessimism som effektivt förhindrar evolution i denna form från att gå vidare… Människan sover – måste hon dö innan hon vaknar? "
Shah organiserade också studie-grupper i USA. Claudio Naranjo, en chilensk psykiater som undervisade i Kalifornien i slutet av 1960-talet, säger att "i besvikelsen över i hur hög grad Gurdjieff-skolan bar med sig förflutna levande, vände han sig till sufismen och hade  "blivit en del av en grupp under ledning av Idries Shah". Naranjo skrev sedan en bok tillsammans med Robert Ornstein, med titeln On The Psychology of Meditation (1971). Båda två verkade vid the University of California, där Ornstein var  forskande psykolog vid Langley Porter Neuropsykiatriska institut.
Ornstein var också president och grundare av the Institute for the Study of Human Knowledge, grundat 1969; eftersom det fanns ett behov i USA av böcker och samlingar med gamla och nya sätt att tänka, bildade han the Institute for the Study of Human Knowledge, ISHK Book Service 1972 som en central källa för viktig samtida och traditionell literatur och blev den enda distributören av Idries Shahs verk publicerade av Octagon Press.
En annan bundsförvant till Idries Shah, vetenskapsmannen och professorn Leonard Lewin, som på den tiden undervisade i telekommunikation vid the University of Colorado bildade Sufi studie-grupper och andra projekt för att främja Sufi-tankar som the Institute for Research on the Dissemination of Human Knowledge (IRDHK), och utgav också en antologi med skrifter av och om Shah med titeln The Diffusion of Sufi Ideas in the West (1972).
Shah förklarade senare att Sufi-aktiviteter delades in i olika komponenter eller avdelningar: "studier i Sufism", "studier av Sufism", and "studier för Sufism".
Studier för Sufism hjälpte att leda människor till Sufism och inbegrep främjandet av kunskap som kunde saknas i kulturen och behövde återställas och spridas, såsom förståelsen av social betingning och hjärntvätt, skillnaden mellan rationellt och intuitivt tankesätt och andra aktiviteter så att människors sinnen kunde bli friare och mer vidsynta. Studier av Sufism inbegrep institutioner och aktiviteter såsom föreläsningar och seminarier som tillhandahöll information om Sufism och verkade som ett kulturellt band mellan sufier och allmänheten. Studier i Sufism, slutligen, syftade på att vara i en Sufi-skola, att utföra de av läraren föreskrivna aktiviteterna som en del av träningen och denna kunde anta många former som inte nödvändigtvis passade in i förutfattade meningar  om en "mystik-skola".
Shahs Sufi-avsikter och metoder beskrevs också i "Declaration of the People of the Tradition" som gavs i Coombe Springs:
Förutom att göra detta tillkännagivande att i vissa tankeområden mata in vissa idéer och peka ut några av de faktorer som omger detta arbete har planläggarna av denna deklaration en praktisk uppgift. Denna uppgift är att lokalisera individer som har kapaciteten att erhålla den  människans speciella kunskap som finns tillgänglig; att gruppera dem på ett speciellt, inte slumpartat, sätt, så att varje sådan grupp utgör en harmonisk organism; att göra detta på rätt plats vid rätt tid; att förse med externt och internt format att arbeta med liksom med 'idéer' passande för lokala förhållanden, att balansera teori med praktik.

### Senare år
Shah skrev omkring två dussin eller fler böcker under de följande årtiondena, många av dem med material från klassiska Sufikällor. De uppnådde en enorm spridning över hela världen och attraherade främst intellektuellt orienterade västliga läsare. Genom att översätta sufiläror till ett samtida psykologiskt språk presenterade han dem i folkliga och därför åtkomliga termer. Hans folksagor som illustrerade sufisk visdom genom anekdoter och exempel visade sig vara särskilt omtyckta. Shah fick och accepterde invitationer att föreläsa som gästprofessor vid akademiska institutioner, däribland the University of California, Universitetet i Genève, National University of La Plata och flera engelska universitet. Vid sidan om sitt litterära och undervisande arbete fann han tid att designa en jonisator för elektrostatisk luftrening (och bildade ett företag tillsammans med Coppy Laws) och driva ett antal textil, keramik och elektronikföretag. Han företog också flera resor till sitt fädernesland Afghanistan och engagerade sig i upprättandet av hjälpinsatser där. Han använde sig av de erfarenheterna senare i sin bok Kara Kush, en skönlitterär bok om det Sovjetiska Afghanistankriget.

### Sjukdom
Sent på våren 1987, omkring ett år efter sitt sista besök till Afghanistan, hade Shah två på varandra följande massiva hjärtattacker. Han fick veta att han endast hade åtta procent kvar av sin hjärtkapacitet och inte kunde räkna med att överleva. Trots återkommande sjukdomsanfall fortsatte han att arbeta och framställa böcker under de kommande nio åren.

### Död
Idries Shah dog i London den 23 november 1996, 72 år gammal. Enligt hans dödsannons i The Daily Telegraph, var Idries Shah medarbetare till Mujahideen i det sovjetiska kriget i Afghanistan, ledare för The Institute for Cultural Research och styresman för The Royal Humane Society och Royal Hospital and Home for Incurables. Han var också en medlem av The Athenaeum Club i London. Vid sin död hade Shahs böcker sålts i över 15 miljoner exemplar på ett dussin språk över hela världen och hade recenserats i flera internationella tidskrifter och nyhetstidningar.

## Läror

### Böcker om magi och ockultism
Shahs tidigare böcker handlade om vad han kallade "minoritetstro". Hans första bok Oriental Magic, publicerad 1956, avsågs ursprungligen att få titeln Considerations in Eastern and African Minority Beliefs. 1957 följde han upp denna med The Secret Lore of Magic: Book of the Sorcerers, ursprungligen med titeln Some Materials on European Minority-Belief Literature. Titlarna på dessa böcker ändrades, enligt en bidragsgivare till en festskrift för Shah år 1973, före publicering på grund av nödvändigheter inom kommersiell publiceringspraxis"
Före sin död 1969 hävdade Shahs far att anledningen till att han och hans son hade publicerat böcker om magi och ockultism var att "förekomma en sannolik populär nyväckelse eller tro på detta nonsens hos ett signifikant antal människor. Min son... färdigställde till slut denna uppgift, då han efter flera års forskning publicerade två viktiga böcker i ämnet."
I en intervju i Psychology Today från 1975 utvecklade Shah:
Främsta anledningen till mina böcker om magi var att göra detta material tillgängligt för den vanlige läsaren. Alldeles för länge trodde människor att där fanns hemliga böcker, gömda platser och fantastiska saker. De klamrade sig fast vid dessa föreställningar för att ha att skrämma sig själva med. Så främsta anledningen var information. Detta är magin i öst och väst. Det är allt. Det är inget mer. Den andra anledningen till dessa böcker var att visa att där tycks finnas krafter, av vilka somliga antingen förklaras av denna magi eller kan utvecklas ur den, vilka inte faller inom vanliga fysikaliska lagar eller inom erfarenheterna hos vanliga människor. Jag tycker att detta ska studeras, att vi ska samla in data och analysera fenomenen. Vi behöver separera den magiska kemin från alkemin, så att säga.
Shah fortsatte med att säga att hans böcker i ämnet inte var skrivna för samtida anhängare av magi och häxkraft och att han faktiskt därför måste undvika dem då de bara skulle bli besvikna över vad han hade att säga.
Dessa böcker följdes av publiceringen av reseberättelsen Destination Mecca (1957),vilken presenterades för television av David Attenborough. Både Destination Mecca och Oriental Magic innehåller delar om Sufism.

### Sufism som en form av tidlös visdom
Shah presenterade Sufism som en form av tidlös visdom som fördaterade islam. Han betonade att sufismen till sin natur var levande, inte statisk och att dess synliga yttringar alltid anpassade sig till nya tider, platser och människor: "Sufiskolor är som vågor som slår mot klippor: [de är] från samma hav, i olika former, av samma anledning", skrev han och citerade Ahmad al-Badawi. Shah var ofta avvisande gentemot orientalisters framställning av Sufism och menade att akademiska eller personliga studier av dess historiska former och metoder inte var en tillräcklig grund för att få en korrekt förståelse av den. I själva verket kunde en besatthet av dess traditionella former faktiskt kunna utgöra ett hinder: "Visa en man för många kamel-ben eller visa dom honom för ofta och han kommer inte att kunna känna igen en levande kamel när han ser en", är hur han uttryckte denna idé i en av sina böcker.
Shah, liksom  Inayat Khan, presenterade Sufism som en väg som gick utöver individuella religioner och anpassade den till en västerländsk publik. I motsats till Khan, nedtonade han dock den religiösa och spirituella framtoningen och porträtterade Sufism som en psykologisk teknologi, en metod eller vetenskap som kunde användas för att uppnå självförverkligande. Genom att göra så, verkade hans tillvägagångssätt vara särskilt riktat till följare av Gurdjieff, studenter i the Human Potential Movement, och intellektuella med kännedom om modern psykologi. Till exempel så skrev han,  "Sufism…konstaterar att människan kan bli objektiv och att objektivitet gör individen förmögen att förstå 'högre' realiteter. Människan uppmanas därför att pådriva sin evolution framåt mot vad som inom sufismen ibland kallas 'verkligt intellekt' ". Shah lärde att människan kunde förvärva nya subtila organ som svar på ett behov:
| ”                        | Sufis tror att, uttryckt på ett sätt, mänskligheten utvecklas mot en viss bestämmelse. Vi tar alla del i den evolutionen. Organ tillkommer som ett resultat av behovet av speciella organ (Rumi). Människans organism producerar ett organkomplex som svar på ett sådant behov. I denna tids överskridande av tid och rum är det överskridande av tid och rum som organkomplexet ar inblandat i. Det vanliga människor betraktar som sporadiska och tillfälliga utbrott av telepatisk eller profetisk kraft ses av Sufin som inget mindre än de första rörelserna av just dessa organ. Skillnaden mellan all evolution fram till nu och det nuvarande behovet av evolution är att vi under de senaste tio tusen åren eller så har givits möjlighet till medveten evolution. Så absolut nödvändig är denna mer förfinade evolution att vår framtid är beroende av den | „ |
| – Idries Shah, The Sufis | |   |

Shah avfärdade andra östliga och västliga projektioner av Sufism som ”urvattnade, populariserade eller ofullständiga"; han inbegrep i detta inte bara Khans version, utan också de öppet muslimska formerna av Sufism man finner i de flesta muslimska länder. Sådant som anknutna till Shah har skrivit antyder att han var "Grand Sheikh of the Sufis" – en position av auktoritet som undermineras av misslyckandet hos varje annan Sufi att uttrycka sitt erkännande av den.
I en BBC intervju från 1971 förklarar Shah sitt samtida, adaptiva tillvägagångssätt: "Jag är intresserad av att göra tillgängligt i väst de aspekter av Sufism som är av användning för väst i nutid. Jag vill inte omskapa bra européer till dåliga asiater. Människor har frågat mig varför jag inte använder traditionella metoder för spirituell träning, till exempel när jag har att göra med människor som har sökt upp mig eller fångat in mig; och svaret är, naturligtvis, att det är av samma anledning som du kom hem till mig idag i en bil och inte på en kamelrygg. Sufism är faktiskt inte ett mystiskt system, inte en religion utan en kropp av kunskap".
Shah karaktäriserade ofta en del av sitt arbete som egentligen bara preliminärt till faktiska Sufistudier på samma sätt som att lära sig att läsa och skriva kan ses som förberedande för litteraturstudier. "Såvida inte psykologin är korrekt orienterad är där ingen andlighet, men däremot besatthet och emotionalitet, som ofta misstas för det". "Vem som än försöker inympa andliga övningar på en outvecklad personlighet", hävdade han, ”kommer att sluta med en avvikelse". Av den anledningen var det mesta av arbetet han producerade från The Sufis och framåt, psykologiskt till sin natur, fokuserat på att angripa ”nafs-i-ammara”, det falska jaget: "Jag har inget att ge er utom sättet att förstå hur man söker, men ni tror att ni redan kan det". Shah blev ofta kritiserad för att inte nämna Gud så ofta i sina texter; hans svar var att med avseende på människans nuvarande tillstånd så var det ingen större mening med att tala om Gud. Han illustrerade problemet i en parabel i sin bok Thinkers of the East: Jag upptäckte att jag kunde tala myrornas språk så jag gick fram till en och frågade, ‘Hur är Gud? Liknar han myran?'  Han svarade, ‘Gud! Nej, verkligen inte – vi har bara en enda gadd men Gud, Han har ”två”!'"

### Läroberättelser (Teaching stories)
Shah använde lärande berättelser och humor med stor framgång i sitt arbete. Shah betonade den terapeutiska funktionen hos överraskande anekdoter och de uppfriskande perspektiv som dessa historier visade på. Läsning och diskussion i grupp av dessa historier blev en viktig del av de aktiviteter som medlemmarna i Shahs studiecirklar engagerade sig i. Det transformativa sätt som dessa förbryllande eller förvånande berättelser kunde destabilisera elevens normala (och omedvetna) medvetandetillstånd, studerades av Robert Ornstein, professor i psykologi vid Stanford University, som tillsammans med kollegan och psykologen Charles Tart och framstående författare som hovpoeten Ted Hughes och Nobelpristagaren och författaren Doris Lessing var en av flera anmärkningsvärda tänkare som var djupt influerade av Shah.
Shah och Ornstein möttes på 60-talet. Shah förstod att Ornstein kunde vara en idealisk partner för att propagera sina läror i psykoterapi-språkdräkt, och utsåg honom till sin ställföreträdare (khalifa) i Förenta Staterna. Ornsteins The Psychology of Consciousness (1972) mottogs entusiastiskt av det akademisk-psykologiska samfundet då den sammanföll med nya intresseområden i ämnet såsom studier om biofeedback och andra tekniker ämnade att åstadkomma förändringar i humör och medvetenhet. Ornstein har publicerat flera böcker i ämnet genom åren.
Vetenskapsfilosofen och fysikern Henri Bortoft använde läroberättelser från Shahs produktion som analogier över de tankevanor som förhindrade människor från att förstå Johan Wolfgang von Goethe. Bortofts The Wholeness of Nature: Goethe's Way of Science innehåller berättelser från Tales of the Dervishes, The Exploits of the Incomparable Mullah Nasruddin and A Perfumed Scorpion.
I sin ursprungliga historiska och kulturella miljö var sufiska läroberättelser av det slag som Shah populariserade – först muntligt berättade och senare nedtecknade för att överföra sufisk lära och praktik till kommande generationer – betraktade som lämpliga för personer i alla åldrar, inklusive barn, då de innehöll ett flertal lager av betydelser. Shah liknade en sufiberättelse med en persika: En person kan bli känslomässigt berörd av ytan som om du hade fått persikan till låns. Du kan äta persikan och smaka ännu en njutning… Du kan kasta iväg kärnan – eller krossa den och hitta en delikat kärna inuti. Detta är det dolda djupet." Det var på detta sätt Shah bad sin publik att ta till sig Sufihistorier. Genom att misslyckas med att finna kärnan och betrakta historien enbart som underhållande eller ytlig, skulle en person inte uppnå något annat än att titta på persikan medan andra internaliserade den och tillät sig att bli berörda av den.
Tahir Shah nämner sin fars historieberättande flera gånger i sin bok 2008 In Arabian Nights, först för att diskutera hur Idries Shah använde sig av läroberättelser: “Min far berättade aldrig för oss hur historierna verkade. Han avslöjade inte lagren, guldklimparna av information, fragmenten av sanning och fantasi. Han behövde inte – därför att historierna aktiverade och sådde sig själva, under de rätta förutsättningarna“. Sedan förklarar han hur hans far använde dessa berättelser för att föra vidare visdom: "Min far hade alltid en historia till hands för att avleda vår uppmärksamhet eller för att överföra en idé eller en tanke. Han brukade säga att den stora samlingen av historier från öst var som encyklopedier, magasin med visdom och kunskap redo att studeras, uppskattas och vårdas. För honom betydde historier mycket mer än underhållning. Han betraktade dem som komplexa psykologiska dokument vilka utgjorde en stomme av kunskapsmassa som insamlats och förfinats sedan mänsklighetens gryning och som allra oftast vidareförts muntligt".
Senare i boken fortsätter han sin diskussion om historier som lärande verktyg och citerar den följande förklaringen som hans far gav honom i slutet av en historia:
| ”                               | Dessa historier är tekniska dokument, de är som kartor eller ett slags blåkopior. Vad jag gör är att visa människor hur dom ska använda dessa kartor, för dom har glömt. Du kanske tycker att det är ett konstigt sätt att undervisa på – med historier – men för länge sedan var det på det viset människor förde vidare visdom. Alla visste hur man erhöll visdom från berättelsen. De kunde se genom lagren, på samma sätt som du ser en fryst fisk i ett isblock. Men världen vi lever i har förlorat denna färdighet, en färdighet som de förvisso en gång haft. De hör historierna och tycker om dem eftersom historierna roar och får dem att känna sig varma. Men de kan inte se förbi det första lagret, in i isen. Historierna är som ett underbart schackbräde: alla vet hur man spelar schack och att vi kan dras in i ett spel så komplicerat att det dränerar oss. Men tänk om spelet hade varit förlorat för ett samhälle i århundraden och att sedan det vackra schackbrädet och dess pjäser hittades. Alla skulle samlas runtom och beundra och lovorda dem. De kanske aldrig skulle tänka sig att ett sådant fint objekt haft någon annan mening än att vara en fröjd för ögat. Historiernas inre värde har blivit förlorad på samma sätt. En gång visste alla hur man spelade med dem, hur de uttyddes. Men nu har reglerna glömts. Det är för oss att visa människor igen hur spelet ska spelas. | „ |
| – Tahir Shah, Ur Arabian Nights | |   |

Olav Hammer, i Sufism in Europe and North America (2004), citerar ett exempel på en sådan historia. Den berättar om en man som letar efter sin nyckel på marken. När en granne som passerar frågar mannen om det verkligen var där som mannen tappade nyckeln, svarar mannen, "Nej, jag tappade den hemma men det är mycket ljusare här än hemma hos mig".
Peter Wilson skriver i New Trends and Developments in the World of Islam (1998), och citerar en annan sådan berättelse som handlar om en dervish som ombeds att beskriva egenskaperna hos sin lärare, Alim. Dervishen förklarar att Alim skrev underbar poesi och inspirerade honom till självuppoffring och till att hjälpa sina medmänniskor. Frågeställaren samtycker gärna om dessa kvalitéer bara för att upptäcka att dervishen tillrättavisar honom: "Detta är egenskaper som skulle ha rekommenderat Alim för dig." Så fortsätter han att räkna upp de kvalitéer som verkligen gjorde det möjligt för Ali att vara en effektiv lärare: "Hazrat Alim Azimi gjorde mig irriterad, vilket fick mig att granska min irritation för att finna dess upphov. Alim Azimi gjorde mig arg så att jag kunde känna och omvandla min ilska". Han förklarar att Alim Azimi följde fördömelsens väg, (path of blame), och medvetet provocerade fram grymma attacker mot sin egen person för att kasta ljus över brister hos både sina studenter och kritiker och låta dem kunna ses för vad de verkligen var: "Han visade oss det märkliga så att det märkliga blev det alldagliga och vi kunde inse vad det verkligen är".

### Synen på kultur och praktiskt liv
Shahs angelägenhet var att avslöja de underliggande väsentligheter som finns i alla kulturer, de dolda faktorer som bestämmer individuellt beteende. Han fäste inget avseende vid fokuset i väst på utseende och beteende, vilket ofta reflekterade endast mode och vana och drog uppmärksamheten till kulturens ursprung och människors omedvetna och hopblandade motivationer och grupperna bildade av dem. Han påpekade också att på både individ och gruppnivå, kortsiktiga olyckor ofta vändes till något bra – och tvärtom – och kunskapen om detta  har ändå inte nämnvärt inverkat på det sätt människor reagerar på inträffade händelser.
Shah förordade inte uppgivandet av världsliga plikter; istället, menade han att skatten som söktes av den förhoppningsfullt blivande studenten skulle erhållas från egna strävanden i vardagen. Han betraktade praktiskt arbete som ett sätt genom vilket en sökare kunde "arbeta" med sig själva. Shahs ställning som lärare förblev odefinierbar; han ville inte kännas vid någon guruidentitet hade heller ingen önskan att grunda någon kult eller sekt och avvisade också den akademiska hatten. Michael Rubinstein, skribent i Makers of Modern Culture, drar slutsatsen att "han är kanske bäst sedd som förkroppsligandet av en tradition i vilken de kontemplativa och intuitiva aspekterna av sinnet betraktas som mest produktiva när de arbetar tillsammans".

### Arv
Idries Shah betraktade sina böcker som sitt arv. När han inte längre fanns kvar skulle de i sig själva uppfylla funktionen han haft. Att främja och sprida sin lärares publikationer hade varit en viktig aktivitet eller "arbete" för Shahs studenter. Syftet var både till insamlingsaktioner och för att förändra människors medvetenhet.  ICR har sedan sommaren 2013 avbrutit sina aktiviteter och SSS har upphört. En ny välgörenhetsorganisation, The Idries Shah Foundation har bildats och har börjat att återutge Idries Shahs böcker och även göra dem tillgängliga online och som eBöcker. ISHK (Institute for the Study of Human Knowledge), under ledning av Ornstein, är aktivt i Förenta Staterna. Efter 11 september-attackerna skickade de till exempel ut broschyrer med reklam för Afghanistan-relaterade böcker skrivna av Shah och hans krets till medlemmar av Middle East Studies Association, på så vis sammanlänkande publikationerna med behovet av förbättrad tvärkulturell förståelse.
När Elizabeth Hall intervjuade Shah för Psychology Today i juli 1975, frågade hon honom: "För mänsklighetens skull, vad skulle du vilja att det hände?" Shah svarade: "Vad jag verkligen skulle vilja, för den händelse någon lyssnar, är att resultaten av de senaste 50 årens psykologiska forskning ska studeras av människor, av alla, så att rönen blir en del av deras sätt att tänka (...) de har denna stora mängd av psykologisk information och vägrar att använda den."
Shahs bror, Omar Ali-Shah (1922–2005), var också författare och Sufilärare. Bröderna undervisade studenter tillsammans under en period på 60-talet men kom 1970 "överens om att de inte var överens" och gick skilda vägar. Efter Idries Shahs död 1996, anslöt sig ganska många av hans studenter till Omar Ali-Shahs rörelse.
En av Idries Shahs döttrar, Saira Shah, blev uppmärksammad 2001 för sin rapportering om kvinnors rättigheter i Afghanistan i sin dokumentär Beneath the Veil. Hans son Tahir Shah är en känd reseberättare, journalist och äventyrare.

## Mottagande
Idries Shahs böcker om Sufism erhöll avsevärt entusiastisk kritik. Han var ämnet i en BBC dokumentär ("One Pair of Eyes") 1969, och två av hans verk (The Way of the Sufi och Reflections) valdes till årets främsta bok, "Outstanding Book of the Year", av BBCs program "The Critics" . Bland andra hedersbetygelser var sex förstapriser i Unescos World Book Year 1973, och islam-forskaren James Kritzeck, kommenterade Shahs Tales of the Dervishes, och sa att den var "vackert översatt." 
En samling positiva värderingar av Shahs verk med titeln Sufi Studies: East and West publicerad 1973, inkluderade bidrag från bland andra L. F. Rushbrook Williams, Rom Landau, Mohammad Hidayatullah, Gyula Germanus, Sir John Glubb, Sir Razik Fareed, Ishtiaq Hussain Qureshi, Ahmet Emin Yalman, Mahmoud Youssef Shawarbi och Nasrollah S. Fatemi.
Colin Wilson framförde att han "delvis tack vare Idries Shah börjat se nya och intressanta innebörder av [ämnet mystisism]" och i sin recension av  The Magic Monastery (1972) påpekade han att Shah primärt inte var intresserad av att propagera för någon hemlig lära. Han var intresserad av metoden med vilken mystisk visdom förmedlas.  Att Sufis förmedlar kunskaper genom direkt intuition, snarlikt sättet hos Zen-mästare och att ett av sätten är med hjälp av korta historier och parabler som arbetar sig in till det omedvetna och aktiverar sina dolda krafter.
Afghanistans Kabul Times sa att Caravan of Dreams (1968) "starkt rekommenderades och var av stort intresse för afghaner eftersom den i grunden var en antologi av korta berättelser, sagor och ordspråk, skämt och utdrag från den skrivna och muntliga litteratur vilken utgör en del av kvällssamtal och utbyten – även i dessa moderna tider – i Afghanistan.  Afghanistan News rapporterade att The Sufis " omfattar viktiga afghanska bidrag till världens filosofi och vetenskap " och var "den första helt auktoritativa boken om sufism och dervischernas utvecklingssystem för människan". Vad anbelangar tvivel om Shahs bakgrund och referenser så utfärdade 1970 Sardar Haji Faiz Muhammad Khan Zikeria, en afghansk lärd som tjänstgjort som Afghanistans utbildningsminister och senare Afghanistans ambassadör och utrikesminister, en attesterad deklaration till världens forskare om Shah-familjen: "Musavi Saiyids av Afghanistan och Khaner av Paghman erkänns som ättlingar till Profeten – frid vare med honom. De anses vara av det noblaste ursprung inom Islam och är respekterade som sufilärare och mycket lärda män. Saiyid Idries Shah, son till avlidne Saiyid Ikbal Ali Shah, känner jag personligen som en rättskaffens man vars rang, titlar och ursprung är attesterade och kända genom sitt anseende".
1980 prisade och lovordade professor Khalilullah Khalili, tidigare Afghanistans Poet Laureate (poet utsedd av regeringen) sin "landsman och vän Arif (upplyst Sufi)  Sayed Idries Shah", med orden "Att speciellt uppskattas är hans briljanta och viktiga tjänster med att uppenbara den himmelska inspirationen och de inre tankarna hos de stora tänkarna inom Islam och Sufism".
Indiens Hindustan Standard fann Caravan of Dreams, vara en "fin antologi, möjlig att försjunka i när som helst för underhållning, uppfriskning, tröst och inspiration... rolig, fängslande, ytterst och uppfordrande mänsklig".
L. P. Elwell-Sutton från universitetet i Edinburgh, Shahs häftigaste kritiker, beskrev hans böcker som "triviala", fulla med faktafel, slarviga och felaktiga översättningar och även felstavningar av orientaliska namn och ord – "ett virrvarr av plattityder, betydelselösheter och simpel rappakalja", och tillade för säkerhets skull att Shah hade "en anmärkningsvärd uppfattning om sin egen betydelse". Han ogillade Rushbrook Williams festschrift till ära av Shah och sa att han ansåg många av anspråken gjorda i boken på att Shah och hans far representerade Sufitraditionen, var gjorda på uppdrag av dem själva, att det var egennyttig publicitet kännetecknad av "ett fullständigt förakt för fakta". Road och förundrad över det "krypande sättet" hos Shahs samtalspartner i en BBC-radiointervju drog Elwell-Sutton slutsatsen att somliga intellektuella i väst var "så desperata att finna svar på frågor som förbryllar dem att konfronterade med visdom från det 'mystiska Österlandet,' frångår dom sin kritiska förmåga och överlämnar sig till  hjärntvätt, av grövsta slag". För Elwell-Sutton tillhörde Shahs Sufism "Pseudo-Sufismens"värld, "centrerad inte på Gud utan på människan."

### "Shah-skole"-böcker
En annan fientlig kritiker var James Moore, en gurdjieffian som inte samtyckte med Shahs påståenden att Gurdjieffs läror var i grunden sufiska till sin natur och gjorde invändningar emot publiceringen av en kronologiskt omöjlig bok i ämnet (The Teachers of Gurdjieff av Rafael Lefort) skriven under pseudonym och som var kopplad till Shah. I en artikel 1986 i Religion Today (nu Journal of Contemporary Religion), kommenterade Moore, Bennett och Graves-kontroverserna och noterade att Shah var omgiven av en "nimbus av omåttlig dyrkan: en dyrkan han själv underblåst". Han beskrev Shah som understödd av ett "kotteri av tjänstvilliga journalister, utgivare, kritiker, animatörer, programföretag och reseskildrare som modigt sjunger Shahs lov". Moore ifrågasatte Shahs påstådda Sufiarv och uppväxt och beklagade djupt härvan av skrifter under pseudonym från "Shah-skolan" från författare som "Omar Michael Burke Ph. D." och "Hadrat B. M. Dervish", som från 1960 hopade omåttliga lovord – skenbart från objektiva parter –  över Shah, refererande till honom som "Tariqa Grand Sheikh Idries Shah Saheb", "Prince Idries Shah", "King Enoch", "The Presence", "The Studious King", the "Incarnation of Ali", och även the Qutb eller "Axis" – alla till stöd för Shahs begynnande ansträngningar att marknadsföra Sufism hos en publik i väst.

### Värdering

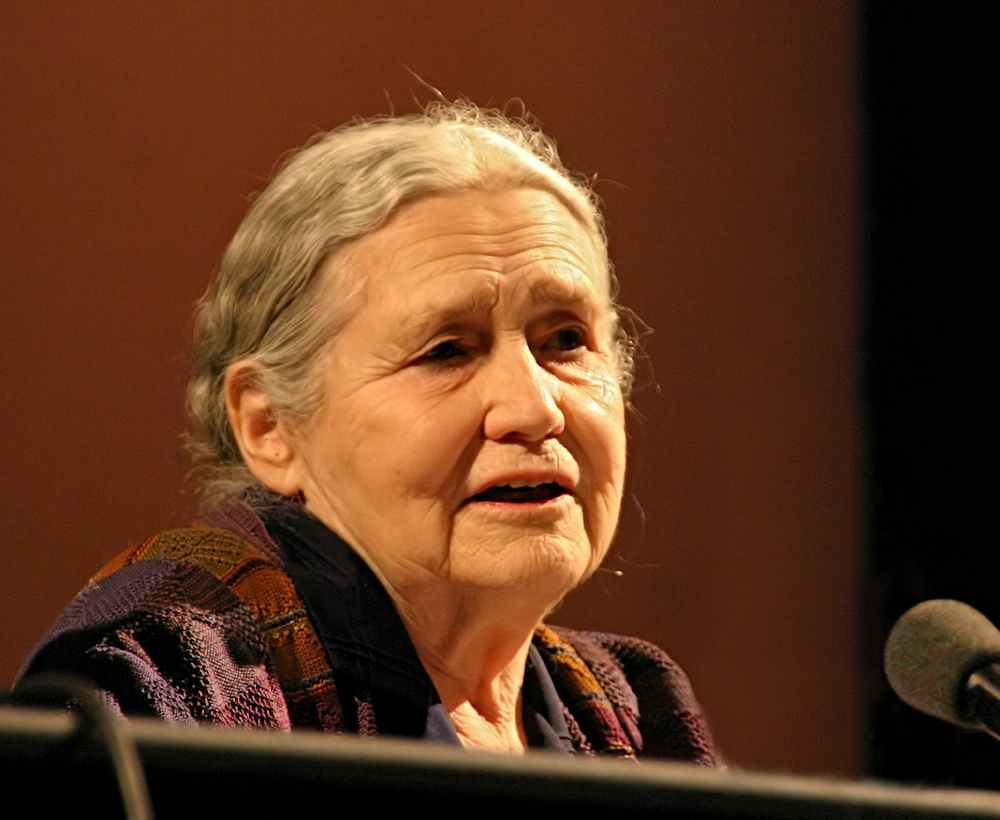
Nobelpris-vinnaren Doris Lessing var djupt påverkad av Shah.

Doris Lessing, en av Shahs främsta försvarare, framförde i en intervju 1981: "Jag fann Sufismen, som den lärdes ut av Idries Shah, en reintroduktion av urgamla läror, lämplig för denna tid och denna plats. Det är inget upphasplat material från öst eller någon urvattnad islam eller någonting liknande." 1996 när hon kommenterade Shahs död i The Daily Telegraph, uppgav hon att hon mött Shah på grund av The Sufis, vilken var för henne den mest överraskande bok hon läst, en bok som hade förändrat hennes liv. Hon beskrev Shahs arbete som ett "fenomen som inte liknar något annat i vår tid", och hon karaktäriserade honom som en mångsidig man, den roligaste person hon någonsin mött, snäll, generös, anspråkslös ("Titta inte så mycket på mitt ansikte utan ta vad som är i min hand", citerar hon honom), och som sin gode vän och lärare i mer än 30 år.
Arthur J. Deikman, professor i psykiatri och långvarig forskare inom området meditation och förändring av medvetandetillstånd, började sina studier av Sufiska lärande-berättelser under tidigt 70-tal och uttryckte åsikten att psykoterapeuter i väst kunde dra nytta av perspektivet som Sufismen tillhandahöll och dess universella natur, förutsatt att lämpligt material studerades på korrekt sätt och i rätt ordning. Eftersom Shahs skrifter och översättningar av Sufiska lärande-berättelser var utformade med den avsikten i tankarna, rekommenderade han dem till de som själva ville göra en bedömning av ämnet och noterade att många auktoriteter hade accepterat Shahs position som talesman för nutida Sufism. Psykologen och medvetandeforskaren Charles Tart kommenterade att Shahs skrifter hade "skapat en djupare förståelse hos honom om vad psykologi handlar om än något annat någonsin skrivet".
Ombedd 1973 att göra en bedömning av Shah sade J.G. Bennett att Shah gjorde ett viktigt arbete i stor skala,  "väcker upp människor mycket effektivt överallt, får dem att tänka, visar dem att tänkesätt som tycks vara fria egentligen är betingade". Han refererade till Shah som Sufismens Krishnamurti som bröt ner människors fixa idéer i många sammanhang som ett led i en uppvakningsprocess som är "en mycket nödvändig förberedelse för den nya världen".
När den indiske filosofen och mystikern Osho, kommenterade Shahs arbete beskrev han The Sufis som "just som en diamant. Värdet av det han gjort i The Sufis är omätbart." Han tillade att "Shah var mannen som introducerade Mulla Nasruddin i väst och han har gjort en fantastisk insats. Det går inte att återbetala honom. [...] Idries Shah har gjort de små historierna om Nasrudin till och med ännu vackrare ... [han] har inte bara kapacitet att korrekt översätta parablerna, utan också att försköna dem, göra dem starkare, vassare".
Richard Smoley och Jay Kinney, i Hidden Wisdom: A Guide to the Western Inner Traditions (2006), uttalade sig om Shahs The Sufis som en "extremt läsvärd och omfattande introduktion till Sufism", och tillade att "Shahs egen vinkling är genomgående tydlig och några historiska påståenden är diskuterbara, (inga är fotnoterade), men ingen annan bok frammanar ett intresse av Sufism hos den vanlige läsaren lika framgångsrikt som denna". De beskrev Learning How to Learn, en samling av intervjuer, samtal och korta skrifter, som ett av Shahs bästa verk, som ger en solid orientering till hans "psykologiska" tillvägagångssätt i Sufi-arbetet och påpekar att när han är som bäst "Shah ger insikter som vaccinerar studenter mot mycket av det nonsens som finns på den andliga marknaden".
Ivan Tyrrell och socialpsykologen Joe Griffin skrev i sin bok om medfödda emotionella behov, Human Givens: A new approach to emotional health and clear thinking, att Shah "mer än någon annan insåg och värderade den viktiga betydelsen av det medfött givna i människans natur". I en annan bok, Godhead: The Brain’s Big Bang – The explosive origin of creativity, mysticism and mental illness, sa de att Shahs historier, "berättade för likväl unga som gamla [...] fastställde ritningar i sinnet, inte bara för livet och för att klara av vardagliga svårigheter utan även för att färdas på den mystiska vägen. Deras påverkan kanske inte känns eller känns igen, månader eller år efter att först ha hörts eller lästs, men så småningom kommer den strukturella innebörd som de innehåller att utnyttja hjärnans mönstermatchande natur och göra det möjligt för studenter att observera hur deras egna emotionellt betingade reaktioner på ändrade livsförhållanden fungerar. Det gör det sen lättare för dem att vidta de åtgärder som verkligheten kräver och för deras hjärnor att knyta an till högre sfärer. Lärande berättelser ska läsas, berättas och reflekteras över men inte intellektuellt analyseras eftersom det förstör den välgörande påverkan på sinnet de annars skulle ha haft" Shah, tillade de, var "en stor samlare och utgivare av berättelser och skrifter som innehåller denna ‘långtidspåverkande’ kvalitet. Han förstod den avgörande betydelsen för mänskligheten av de ‘mentala blåkopie-’ aspekterna hos dem och hans böcker är fulla av närande exempel".
Olav Hammer noterar att under Shahs sista år, när beundrares generositet gjort honom verkligt rik och han blivit respekterad inom de högre kretsarna i det brittiska samhället, så uppstod kontroverser angående diskrepanser mellan hans självbiografiska uppgifter – som nämner släktskap med profeten Muhammed, tillhörighet med en hemlig Sufi-orden i  Centralasien, eller den tradition i vilken Gurdjieff lärdes – och fakta möjliga att få fram. Det kan ha funnits en släktskapslänk med profeten Muhammed, men antalet människor som delar ett sådant släktband idag, 1300 år senare är åtminstone en miljon. Andra delar av Shahs självbiografi framstod som ren fiktion. Ändå har, påpekade Hammer, Shahs böcker fortsatt att efterfrågas av allmänheten och han har spelat en "viktig roll för att representera essensen av Sufism som en konfessionslös, individualistisk och livsbejakande destillation av andlig visdom".
Peter Wilson skrev att om Shah varit en svindlare så hade han varit en "extremt begåvad sådan", för i motsats till enbart kommersiella författare hade han tagit sig tid att skapa ett utarbetat och inåt konsekvent system som attraherade "en hel radda av mer eller mindre framstående människor", och hade "framkallat och stimulerat tankar inom många olika områden". Moore tillstod att Shah hade gjort en slags insats med att popularisera en humanistisk Sufism och hade "medfört energi och resurser till sitt självförhärligande", men slutade med den fördömande slutsatsen att Shahs Sufism var "en 'Sufism' utan självuppoffring, utan själv-transcendens, utan gnosis-aspiration, utan tradition, utan Profeten, utan Koranen, utan Islam och utan Gud. Enbart det".
Den nyligen avlidne Gore Vidals uppfattning om Shahs verk var att "Dessa böcker är bra mycket svårare att läsa än vad de var att skriva".

#### The Sufis-kontroversen
Mottagandet av Shahs rörelse markerades också av kontroverser. En del orientalister var fientliga, delvis beroende på att Shah presenterade klassiska Sufiskrifter som verktyg för självutveckling att användas av nutida människor, snarare än historiska studieobjekt.
Graves introduktion, skriven med Shahs hjälp, beskrev Shah som härstammande från profeten Muhammeds äldre son "in the senior male line of descent from the prophet Mohammed" och som arvinge till "hemliga mysterier" från kaliferna, hans förfäder. Han är i själva verket, en Grand Sheikh of the Sufi Tariqa... " Privat, när han skriver till en vän, erkänner Graves att detta var "missledande: han är en av oss, inte en muslimsk person". Introduktionen är inte inkluderad i utgåvorna av boken  från Octagon Press efter 1983 men har alltid inkluderats i Anchor/Doubleday-utgåvorna.
Edinburgprofessorn L.P. Elwell-Sutton menade 1975 i en artikel kritisk mot vad han kallade "pseudo-Sufis" som Gurdjieff och Shah, att Graves hade försökt "uppgradera" Shahs "ganska obetydliga härkomst" och att referenserna till Muhammeds äldre son var en ganska beklaglig tabbe eftersom alla Muhammeds söner dött som barn. Trots att Elwell-Sutton accepterade att familjen var Sayyids härstammande från den sjunde Imamen Musa al-Kadhim, sonsons-sonson till Hussein ibn Ali, som var den yngre sonen I äktenskapet mellan  Fatimah (Profetens dotter) och Alī ibn Abī Ṭālib, ansåg han detta vara en "obetydlig härkomst" av ingen speciell helighet eftersom "Sayyids är spridda over hela den muslimska världen, i alla samhällsklasser och på båda sidor om alla religiösa och politiska stängsel".

### Omar Khayyam-kontroversen
Under sent 1960-tal och tidigt 1970-tal attackerades Shah för en kontrovers runt 1967 års publicering av en nyöversättning gjord av Robert Graves och Shahs äldre bror Omar Ali-Shah av Omar Khayyams Rubaiyat. Översättningen som presenterade Rubaiyat som ett Sufi-poem, var baserad på en avskrift försedd med noter vilken förmodades härstamma från ett manuskript som varit i Shah-familjens ägo i 800 år. L:P: Elwell-Sutton, en orientalist vid universitetet i Edinburgh, och andra som recenserat boken uttryckte sin uppfattning att historien om det antika manuskriptet var falsk.
Graves förväntade sig att Shahs far, Sirdar Ikbal Ali Shah, skulle uppvisa originalmanuskriptet och reda ut saken, men han dog i en bilolycka i Tanger i november 1969. Graves frågade ett år senare Idries Shah efter manuskriptet. Shah svarade i ett brev att han inte hade det men att även om han haft det så skulle det inte kunna bevisa något eftersom det inte exakt kunde dateras med aktuella metoder och dess äkthet skulle fortsatt vara ifrågasatt. Det var dags, skrev Shah, "att vi förstår att hyenorna som gör så mycket väsen är inställda bara på opposition, destruktivitet och att driva sina kampanjer när ingen, låt oss inse det, egentligen lyssnar." Han tillade att hans far hade blivit så rasande på dem som spridit förtalet att han vägrade att ha något med dem att göra och att han ansåg att hans fars reaktion varit den rätta. Graves som noterade att han nu allmänt uppfattades som ett offer för Shah-brödernas grova bedrägeri och att det påverkade inkomsterna från försäljningen av hans historiska böcker, insisterade på att framförskaffandet av manuskriptet hade blivit "en fråga om familjeheder". Han ansatte Shah igen och påminde honom om tidigare löften om att skaffa fram manuskripten om det blev nödvändigt.
Ingen av bröderna frambringade någonsin manuskriptet vilket ledde Graves nevö och levnadstecknare till funderingar om det svåra att tro på – med tanke på Shah-brödernas skyldigheter gentemot Graves – att de skulle ha undanhållit manuskriptet om det verkligen hade existerat. Enligt hans änka många år senare, hade Graves på grund av sin vänskap med Shah "fullständig tro på" manuskriptets äkthet, även om han aldrig personligen fått möjlighet att se det. Akademisk konsensus idag är att Jan-Fishan Khan -manuskriptet var en bluff och att Graves/Ali-Shah –översättningen i själva verket var baserad på en Viktoriansk amatörforskares analys av källorna som använts av tidigare Rubaiyat-översättaren och poeten Edward FitzGerald.

## Arbeten

### Magi
- Oriental Magic ISBN 0-86304-017-9 (1956-2015)
- The Secret Lore of Magic ISBN 0-8065-0004-2 (1957-2016)

### Sufism
- The Sufis ISBN 0-385-07966-4 (1964-2014)
- Tales of the Dervishes ISBN 0-900860-47-2 (1967-2016)
- Caravan of Dreams ISBN 0-86304-043-8 (1968-2015)
- Reflections (Sufi literature)|Reflections ISBN 0-900860-07-3 (1968-2015)
- The Way of the Sufi ISBN 0-900860-80-4 (1968-2015)
- The Book of the Book ISBN 0-900860-12-X (1969-2016)
- Wisdom of the Idiots ISBN 0-86304-046-2 (1969-2015)
- The Dermis Probe ISBN 0-86304-045-4 (1970-2016)
- Thinkers of the East – Studies in Experientialism ISBN 0-900860-46-4 (1971-2016)
- The Magic Monastery ISBN 0-86304-058-6 (1972-2017)
- The Elephant in the Dark|The Elephant in the Dark – Christianity, Islam and The Sufis ISBN 0-900860-36-7 (1974-2016)
- A Veiled Gazelle – Seeing How to See ISBN 0-900860-58-8 (1977)
- Neglected Aspects of Sufi Study ISBN 0-900860-56-1 (1977)
- Special Illumination: The Sufi Use of Humour ISBN 0-900860-57-X (1977)
- A Perfumed Scorpion ISBN 0-900860-62-6 (1978)
- Learning How to Learn: Psychology and Spirituality in the Sufi Way ISBN 0-900860-59-6 (1978)
- The Hundred Tales of Wisdom ISBN 0-86304-049-7 (1978)
- Evenings with Idries Shah ISBN 0-86304-008-X (1981)
- Letters and Lectures of Idries Shah ISBN 08-6304-010-1 (1981)
- Observations ISBN 0-86304-013-6 (1982)
- Seeker After Truth ISBN 0-900860-91-X (1982)
- Sufi Thought and Action ISBN 0-86304-051-9 (1990)
- The Commanding Self ISBN 0-86304-066-7 (1994)
- Knowing How to Know ISBN 0-86304-072-1 (1998)

#### Samlingar med historier om Mulla Nasrudin
- The Exploits of the Incomparable Mulla Nasrudin ISBN 0-86304-022-5 (1966)
- The Pleasantries of the Incredible Mullah Nasrudin ISBN 0-86304-023-3 (1968)
- The Subtleties of the Inimitable Mulla Nasrudin ISBN 0-86304-021-7 (1973)
- The World of Nasrudin ISBN 0-86304-086-1 (2003)

### Studier av Engelsmän
- Darkest England ISBN 0-86304-039-X (1987)
- The Natives are Restless ISBN 0-86304-044-6 (1988)
- The Englishman's Handbook ISBN 0-86304-077-2 (2000)

### Resor
- Destination Mecca ISBN 0-900860-03-0 (1957)

### Skönlitteratur
- Kara Kush, London: HarperCollins|William Collins Sons and Co., Ltd. ISBN 0-685-55787-1 (1986)

### Böcker på svenska
- Kara Kush En roman om kriget som världen glömde,  ISBN 9781585673216 (1986)
- Den oefterhärmlige Mulla Nasruddin, OrdfrontFörlag. ISBN 9789173248242 (2003)

### Folklore
- World Tales ISBN 0-86304-036-5 (1979)

### För barn
- Neem the Half-Boy ISBN 1-883536-10-3 (1998)
- The Farmer’s Wife ISBN 1-883536-07-3 (1998)
- The Lion Who Saw Himself in the Water ISBN 1-883536-25-1 (1998)
- The Boy Without A Name ISBN 1-883536-20-0 (2000)
- The Clever Boy and the Terrible Dangerous Animal ISBN 1-883536-51-0 (2000)
- The Magic Horse ISBN 1-883536-26-X (2001)
- The Man With Bad Manners ISBN 1-883536-30-8 (2003)
- The Old Woman and The Eagle ISBN 1-883536-27-8 (2005)
- The Silly Chicken ISBN 1-883536-50-2 (2005)
- Fatima the Spinner and the Tent ISBN 1-883536-42-1 (2006)
- The Man and the Fox ISBN 1-883536-43-X (2006)

### Som Arkon Daraul
- A History of Secret Societies ISBN 0-8065-0857-4 (1961)[1]
- Witches and Sorcerers ISBN 0-8065-0267-3 (1962)[1]

### Inspelade intervjuer, Seminarier och Föreläsningar
- Shah, Idries, and Pat Williams. A Framework for New Knowledge. London: Seminar Cassettes, 1973. Sound recording.
- Shah, Idries. Questions and Answers. London: Seminar Cassettes, 1973. Sound recording.
- King, Alexander, Idries Shah, and Aurelio Peccei. The World-and Men. Seminar Cassettes, 1972. Sound recording.
- King, Alexander, et. al. Technology: The Two-Edged Sword. London: Seminar Cassettes, 1972. Sound recording.
- Learning From Stories (1976 Lecture) ISBN 1-883536-03-0 (1997)
- On the Nature of Sufi Knowledge (1976 Lecture) ISBN 1-883536-04-9 (1997)
- An Advanced Psychology of the East (1977 Lecture) ISBN 1-883536-02-2 (1997)
- Overcoming Assumptions that Inhibit Spiritual Development; previously entitled A Psychology of the East (1976 Lecture) ISBN 1883536-23-5 (2000)